# Бергер, Зента
Зе́нта Бе́ргер (нем. Senta Berger; род. 13 мая 1941, Вена) — австрийская и немецкая актриса и продюсер.

## Биография
Её отец был музыкантом. Бергер впервые появилась на сцене в возрасте четырёх лет, отец аккомпанировал её пению на фортепиано. В пять лет она начала заниматься балетом. Затем начала брать частные уроки актёрского мастерства.
В 1957 году получила свою первую небольшую роль в кино. Училась в актёрской школе Макса Рейнхардта в Вене. В 1958 году стала самой молодой актрисой венского Театра в Йозефштадте. В 1962 году отправилась в Голливуд. В 1963 году познакомилась с Михаэлем Ферхёвеном, они вместе работали над созданием фильма[какого?], а в 1966 году поженились. После рождения двух сыновей Бергер вернулась к театральной работе. Играла в венском Бургтеатре, в Гамбурге и в берлинском Театре имени Шиллера.
В 1985—1986 снималась в популярном немецком пародийном телесериале «Kir Royal — Aus dem Leben eines Klatschreporters» («Кир Королевич — из жизни скандального репортера», 1986). Далее последовали съемки в других телесериалах, включая «Комиссар Рекс».
С февраля 2003 года Бергер — президент немецкой киноакадемии. Весной 2006 года в Германии была опубликована её автобиография.

## Фильмография
- 1961 — Агент поневоле — Шанталь
- 1962 — Шерлок Холмс и смертоносное ожерелье — Эллен Блэкберн
- 1963 — Победители — Труди Метцгер
- 1965 — Майор Данди — Тереса Сантьяго
- 1966 — Операция «Святой Януарий» — Мэгги
- 1966 — Наш человек в Марракеше — Кира Становы
- 1966 — Меморандум Квиллера — Инге Линдт
- 1969 — Незнакомцы — Мей
- 1970 — o.k. — камео
- 1971 — Прыжок ангела — Сильвен
- 1973 — Алая буква — Эстер Принн

- Прыткая Герди
- Под подозрением
- Поместье Нанчерроу
- Красива ли я?
- Ночь ночей
- Комиссар Рекс
- Три колонки в хронике
- Океан
- Столичное животное
- Последняя мазурка
- Летающий дьявол
- Две жизни Маттиа Паскаля
- Портрет буржуазии в чёрном
- Китайское чудо
- Вена
- Де Сад
- Детство, призвание и первые опыты Джакомо Казановы, венецианца
- Если сегодня вторник, то это должна быть Бельгия
- Одинокие сердца
- Он и любовь в стеклянном доме
- Когда женщины потеряли хвосты
- Мораль Рут Хальбфасс
- Мафия в белых халатах
- Человек без имени
- Дамы и господа, спокойной ночи
- Надёжно как в швейцарском банке
- Железный крест
- Женщина второй руки
- Имя для игры
- Дьявольски ваш
- Маки — это тоже цветы
- Отбрось гигантскую тень
- Смотри, как они бегут
- Боб Хоуп представляет
- Диснейленд
- Джек и Дженни
- Тайна черного ящика
- Завещание доктора Мабузе
- Чудо отца Малахиаса
- Тайные пути
- Проблема с кроватью
- Агент поневоле
- Я выхожу замуж за директора
- Бравый солдат Швейк
- Путешествие
- Катя — некоронованная царица
- Украденное небо
- Заячья школа